# Samuel A. Cartwright
Samuel Adolphus Cartwright (3 novembre 1793 – 2 mai 1863) est un médecin partisans du racisme scientifique qui pratiqua dans le Mississippi et la Louisiane durant la période avant la guerre de Sécession. Durant la guerre civile américaine, il rejoignit les confédérés qui lui ont demandé d'améliorer les conditions sanitaires dans le camp de Vicksburg et de Port Hudson.
Il fut honoré pour ses recherches sur la fièvre jaune et le choléra asiatique. Cartwright est aussi considéré comme une autorité scientifique concernant les Afro-Américains avant la guerre, mais ses travaux furent discrédités par la suite. Il a ainsi décrit deux pseudo-maladies touchant les esclaves noirs : la drapétomanie les poussant à s'échapper et la dysaethesia aethiopica supposée expliquée le manque d'ardeur au travail.